# Albertacce
Albertacce é uma comuna francesa na região administrativa de Córsega, no departamento da Alta Córsega. Estende-se por uma área de 97,12 km². 